# Midget Farrelly
Bernard "Midget" Farrelly (Sydney, 13 de setembro de 1944 – 6 de agosto de 2016) foi um surfista australiano, campeão mundial de surfe.
Ele foi o primeiro australiano a vencer o primeiro campeonato mundial de surfe da WSL, 1963, em Makaha, Havaí. No ano seguinte, ele ganhou o campeonato inaugural Mundial de Surf.
Midget também foi o primeiro presidente, em 1961, do mais antigo clube de pilotos de prancha da Austrália, Dee Why Surfing Fraternity, que ainda opera sob o mesmo nome hoje.
Farrelly foi introduzido no Sport Australia Hall of Fame em 1985.
Morreu em 6 de agosto de 2016, aos 71 anos, vítima de câncer de estômago.  